# نولتن (حوزه سرشماری)، ویسکانسین
نولتن (به انگلیسی: Knowlton) یک منطقهٔ مسکونی در ایالات متحده آمریکا است که در شهرستان ماراتون، ویسکانسین واقع شده‌است. نولتن ۱۲۰ نفر جمعیت دارد و ۳۳۹٫۸۶ متر بالاتر از سطح دریا واقع شده‌است.